# 高山症
急性高山病（英語：Altitude sickness），或稱高地綜合症、高山反應、高原反應，是人體在高海拔狀態由于血液中氧气浓度降低而出现的急性病理變化表現，通常出現在海拔2438公尺以上（約8000英呎），可能發展成慢性高山病、高山肺水腫、高山腦水腫，這些統稱為高山症或高原病。

## 概述
不同的人出現高山症的機會也相異。有些人在海拔1524公尺（5000英尺）時即可能出現症狀，但大多數出現症狀的人多是在海拔2438公尺（8000英尺）以上。多食用一些含碳水化合物的食物可以減輕這些症狀。这是因為碳水化合物較油脂類需要較少的氧氣進行氧化作用。高山肺水腫和高山腦水腫是高山症中最嚴重的症狀，而較輕的症狀則包括視網膜出血和周邊肢體水肿。 
登山的速度、到達的高度、個人的體能訓練程度，和每個人不同的體質特異性是決定高山症是否發生和嚴重度的四大主因。
高山症通常發生在快速上升海拔高度的登山活動，因此多可由較慢的提升高度來預防。
大部份的高山症病患，症狀常只是暫時性的而且常在身體適應後解除症狀。

## 預防
1. 心理准备：消除恐惧心理，可从书本和向有经验的旅游者了解有关高原环境、特点和医疗保健知识，增强自信心。
2. 做好适应性锻炼。如登山、长跑、负荷行走和跑步等，以增加肺活量和适应力。平時運動量比較大的人則需提前半個月減少或者停止運動。
3. 了解当地气候特点，带足衣物，注意防寒保暖，以減少身體消化食物而消耗氧氣來維持體溫，避免急性上呼吸道感染。

适应训练为预防高原反应，进入高原后应注意：
1. 保持良好的心态，消除对高原不必要的恐惧，避免精神过度紧张，让身体充分休息。
2. 避免受凉。高原气候寒冷，日夜温差大，身体著凉后易患呼吸道感染，并易诱发急性高原病。
3. 头两天避免剧烈活动及粗重工作，登山需要缓慢进行，有利于身体逐渐适应。
4. 饮食宜多吃高糖、优质蛋白食物，有利于克服低氧的不良作用。
5. 禁烟、避免二手菸，不饮或少饮酒，以减轻对氧氣的消耗。
6. 慢慢上山，令身體更容易適應， 如果前往有航班抵達的地方（例如乘坐飞机前往西藏拉萨市的拉萨贡嘎机场），避免乘搭飛機，因為機內的氣壓和機外的氣壓相差很大，有可能一下飛機就直接暈倒，建議乘搭火車、巴士。

## 症狀
頭痛常是最主要的症狀，通常在2400公尺以上出現，並有可能合併以下的症狀：
- 噁心或嘔吐
- 全身無力
- 頭昏或頭重腳輕的感覺
- 失眠

早期的症狀包括倦怠、全身無力，尤其是在費力登山時，更甚者開始出現頭痛、失眠、持續的心跳加速、噁心和嘔吐。（尤其是小孩）急性高山病之早期症狀通常都是在抵達高地後6至12小時發生，輕微者可能在24至48小時候緩解。最嚴重的症狀則包括意識混淆、急性精神分裂、出現幻覺、還有高山肺水腫造成的持續咳嗽，最終則可能出現抽搐及昏迷。

## 嚴重症狀
高山症最嚴重的症狀導因於水腫，在高海拔時，人體可能出現高山肺水腫或高山腦水腫。它們相伴的症狀常是致命的，至於為何會造成水腫的病理原因目前仍不明，有些有感冒的人若不及时治疗，会加剧高原反应而转化为肺水肿，因此，一有感冒迹象，就要及时吃感冒药，以减轻高原反应，但對於肺水腫，以類固醇治療可以暫時解除症狀而爭取送醫的時間，以類固醇治療高山症之作用機轉並不清楚，目前並無證據顯示本藥是否能幫助身體加速適應高山環境，且使用本藥後如一旦停止服用，很可能會有高山症反彈現象，而加速出現高山症，故使用本藥要小心。
人們一旦登上3,000公尺（10,000英尺）高山，即有百分之二的人有可能出現高山肺水腫。它可以急速惡化致死，高山肺水腫為造成高山症患者最常見的死因，症狀包括運動能力變差（常為最早出現症狀）、虛脫、胸悶、休息時仍然會喘、乾咳並接著出現帶有血絲之粉紅色泡沫痰液、血氧濃度減少、發紺、肺有囉音。降到低海拔處可以減輕這些症狀。
高山腦水腫同樣是致命的病症，在登上2700公尺海拔的人群中，約有百分之一會出現這個併發症。症狀包括頭痛、虛脫、視力模糊、膀胱功能失調、失去身體協調性、步態不穩、身體單側無力、和意識混淆。降到低海拔同樣可減輕這些症狀。

## 海拔適應及藥物預防
海拔適應乃人體在高度上升、相對氧氣量減少時的逐漸適應能力，可避免高山症的發生。一旦高於海拔3,000公尺，大部份的登山客都應遵守一條黃金定律，即“爬得高要睡得低”。即登山時應紮營在較低海拔處，每次攻頂後要回到較低海拔的營地休息，可以避免高山症的發生。每次要攻頂前應該在較低海拔處過夜。
此外每次的營地可以逐漸往高海拔推進，但重要原則是下個紮營處不要在一天內上升超過300公尺，所以登山客可以在一天內從3,000公尺爬到4,500公尺，但至少在晚上一定要回到3,300公尺高的地方過夜。
避免高山症的發生應遵照以下建議：
1. 登山前一晚先口服乙酰唑胺（Acetazolamide），爾後每日服用直到進入高海拔之第三日才停藥。
2. 進入高海拔處（海拔1,500公尺以上）之前一晚應在中海拔處停留以加強適應。
3. 在海拔2,500公尺以上時，每一定點停留一至二天後才再繼續爬升。
4. 在海拔3,000公尺以上時，每天爬升不超過300至400公尺。
5. 一有症狀立刻停止爬升，如症狀未改善或惡化，立刻下降高度。
6. 絕對不要讓患有急性高山症的人單獨留下。

## 治療
降低高度是治療高海拔疾病最有效的方式。
對於嚴重高山症之病人，可使用携帶型加壓艙（Gamow bag），是一種以腳動幫浦充氣以增加携帶型加壓艙內之壓力，以模擬下降高度及提供加壓過的大氣供患者呼吸。根據使用現場之海拔高度，它的效力相當於降低1500－1800公尺海拔高度的作用。現時，台灣野外地區緊急救護協會為推行高山症零死亡之目標，已於台灣本島所有高山山屋及合歡山松雪樓設置携帶型加壓艙，供登山人士於緊急時使用。
乙酰唑胺（Acetazolamide）是目前一線之預防用藥，同時也有治療效果，並能加速人體適應高海拔環境、緩解在高海拔地區的失眠症狀。
美洲原住民族艾馬拉人則利用嚼食古柯葉減輕高山症的症狀。藏药“红景天”也被很多人认为可以缓和高山症，红景天是高原康一类成药胶囊的主要成份，但被證實為無效。另外，飲用大量的水份則可以幫助高山運動時呼吸乾冷空氣造成的液體流失。
病人可經由每分鐘十至十二次的快而大口的呼吸來疏解輕度高山症症狀。但若如果做過頭的話反而會造成肢體末稍麻痺感。其它的治療方法包括肺水腫時可給予類固醇或使用壓力艙來救助嚴重的病人。
可服用一些高山症药物和缓解高原反应：
- 百服宁（注意是加合，跟芬必得酚咖片一样都是酚咖片）：有助于控制高原反应引起的头痛，登山者也常备芬必得酚咖片。
- 西洋参：有助于缓解疲劳，增强体质，减轻高原反应。
- 速效救心丸：高原反应紧急发作时服用，有助于缓解高原反应。
- 丹参丸：治疗心血管。有助于缓解高原反应。
- 对于高原适应力强的人，一般高原反应症状在1－2日内可以消除，适应力弱的需3－7日。

- 某一單項的随机对照试验發現，舒马曲坦可能有助於預防高原反應。[4]儘管，他們具知名度，抗氧化治療尚未發現有效的藥物。[5]
- 在磷酸二酯酶抑製劑，如「西地那非」（威而鋼）[6]。這些藥物可能會加重高原反應的頭痛的可能性有所侷限。[7]藥師表示，高山症是人體在高海拔的狀態底下，因為氧氣濃度降低，而出現的病理現象，嚴重時，會導致肺、腦水腫；而威而鋼可以擴充末梢血管，增加肺部的供氧量，減少喘不過氣的症狀。[8][9]花蓮慈濟醫院心臟內科醫師楊秋芬說，服用適量威爾鋼短期間讓血管快速擴張，預防肺氣腫發生；但威爾鋼不是人人能吃，為避免副作用最好登山前先看醫師，了解個人健康狀況再決定帶何種藥物。登山客羅連勳說，一般高山症預防性投藥都以利尿劑乙酰唑胺為主，登山前就得預先服用，登山超過2000公尺早晚都得服用半顆；偶爾聽聞山友帶威爾鋼，但丹木斯一顆只要新台幣6元，威爾鋼一顆起碼300多元，效果差不多。[10]

## 外部連結
- 高山醫學導引
- 墨克高山症指引手冊 （页面存档备份，存于）
- 水牛城大學高山症研究
- 熱帶醫學之高山症指引
- 計算海拔高度與氧氣濃度的線上軟體 （页面存档备份，存于）
- 計算海拔高度與氧氣濃度的線上軟體（較複雜）
- 高原病理研究所，玻利维亚拉巴斯
- 高山病
- 高山症的預防與處理 - 臺灣警察專科學校
- 國內高山症研究 （页面存档备份，存于） - 臺北榮民總醫院急診部（主治醫師「高偉峰」、部主任「李建賢」），2002-12-23
- 高偉峰; 李建賢、林育朱、胡勝川等10人;方良等攝影. . 臺灣: 內政部營建署玉山國家公園管理處. 2003-09-01 [2001-08]. ISBN 979-957-029-091-1 （中文（臺灣））. 初版[永久]，ISBN 957-029-090-9
- 黃士俊. . 臺灣: 內政部營建署玉山國家公園管理處. 2008-10-01. ISBN 978-986-015-686-7 （中文（臺灣））.